# Gabriela Jiménez
Pour les articles homonymes, voir Jiménez.
Gabriela Jiménez est une biologiste et femme politique vénézuélienne, née le 19 août 1976 dans l'État de La Guaira. Elle est l'actuelle ministre vénézuélienne de la Science et de la Technologie depuis le 6 juin 2019.

## Formation
Né en 1976 dans l'État de Vargas, aujourd'hui État de La Guaira au nord de la capitale Caracas, elle a une maîtrise en biologie de l'université centrale du Venezuela. 

## Carrière
Après avoir occupé deux fois le poste de « membre principal » à la corporation pour le développement scientifique et technique (Corporación para el Desarrollo Científico y Tecnológico S.A. ou Codecyt, en espagnol) en 2012, puis de nouveau en 2013, elle prend la tête de la corporation la même année. L'année suivante, elle est nommée présidente du centre national pour la technologie chimique (Centro Nacional de Tecnología Química ou Cntq, en espagnol). Après avoir été membre du conseil d'administration de la fondation vénézuélienne pour la recherche sismologique en 2015 (Fundación Venezolana de Investigaciones Sismológicas ou Funvisis, en espagnol), elle en devient la directrice principale l'année suivante. 
Le 6 juin 2019, elle est nommée ministre vénézuélienne de la Science et de la Technologie par le président Nicolás Maduro.